# Aires Mateus
Aires Mateus es un estudio de arquitectura portugués fundado por los hermanos Manuel Rocha de Aires Mateus y Francisco Aires Mateus en el año 1988 en la ciudad de Lisboa. Ambos graduados en la FA/UTL, en Lisboa, Portugal, en los años 1986 y 1987 respectivamente. Cuentan con una extensa obra construida, mayoritariamente en su país.

## Obra
Influida por arquitectos portugueses como Álvaro Siza o Gonçalo Byrne, se caracteriza por llevar a cabo juegos de volúmenes en los que es tan importante el espacio ocupado como el vacío. La luz es otro de los factores con mayor importancia dentro de su trabajo y cómo ésta incide sobre la obra construida.
Han participado en la bienal de Venecia en las ediciones de 2010, comisionada por David Chipperfield, representando a Portugal y en 2012 invitados por Kazuyo Sejima, en la que presentaron una instalación llamada Radix.

## Docencia
A los pocos años de constituir el estudio, comenzaron su labor docente. Manuel Aires Mateus ha trabajado como profesor en la Universidade Lusíada de Lisboa desde 1987, en la Universidade Autónoma de Lisboa desde 1998, en la Accademia di Architettura di Mendrisio, en Suiza, desde 2001 y en la Graduate School of Design de Harvard University, Estados Unidos, en 2002 y 2005. Además, ha participado como profesor invitado en diferentes universidades de Alemania, Argentina, Austria, Bélgica, Brasil, Canadá, Chile, Croacia, Eslovenia, España, Estados Unidos, Inglaterra, Irlanda, Italia, Japón, México, Noruega, Suecia o Suiza.
Francisco Aires Mateus ha trabajado desde 1998 en la Universidade Autónoma de Lisboa, desde 2001 en la Accademia di Architettura di Mendrisio de la Università della Svizzera Italiana, en 2005 en la Graduate School of Design de Harvard University y en la Oslo School of Architecture en 2009 como profesor visitante. Además, ha impartido seminarios en otras universidades de Argentina, Brasil, Canadá, Chile, Croacia, Eslovenia, España, Estados Unidos, Inglaterra, Italia, México, Noruega, Portugal o Suiza.

## Proyectos
- La Casa Del Pikkó et vayaina , Túnez, 1990
- Casa Virginia Ramos Pinto et José Mendonça, Sintra, Portugal, 1992
- Casa Narciso Ferreira, Alcanera, Portugal, 1993
- Casa Doctor Ricardo Arruda, Lisboa, Portugal, 1995
- Casa Doctores Inês Ruela e Manuel Maltês, Lisboa, Portugal, 1995
- Casa Doc Catarina Rocha, Estremoz, Portugal, 1997
- Pabellón inicial del Parque das Naçoes Sul, Lisboa, Portugal, 1998
- Museo del juguete, rehabilitación Sede os bombeiros, Sintra, Portugal, 1999
- Alojamentos, Parque das Naçoes do Sul, Lisboa, Portugal, 2000
- Casa Barreira Antunes, Grândola, Portugal, 2000
- Residencia de estudiantes de la Universidad de Coímbra, Coímbra, Portugal, 2001
- Cantina de la Universidad de Aveiro, Aveiro, Portugal, 2001
- Barrera de peaje, Sao Bartolomeu de Messines, Portugal, 2002
- Casa de la rúa da Judiaria, Alenquer, Portugal, 2002
- Rectorado de la Nueva Universidad de Lisboa, Portugal, 2002
- Casa Ângelo Nobre, Brejos de Azeitão, Portugal, 2003
- Centro cultural, Sines, Portugal, 2005
- Casa Rafael Rodrigues, Grândola, Portugal, 2005
- Aparcamiento y mirador, Largo das Portas do Sol, Alfama, Lisboa, Portugal, 2005
- Museo do Faro de Santa Marta, Cascais, Portugal, 2007
- Hotel Le Méridien, Dublín, Irlanda, 2007
- Oficinas y apartamentos, Parque das Naçoes do Sul, Lisboa, Portugal, 2007
- Oficinas Mar do Oriente, Lisboa, Portugal, 2008
- Centro Portugal Telecom, Santo Tirso, Portugal, 2009
- Casa en Leiría, Leiría, Portugal, 2010
- Hogar de jubilado RPA, Alcacer do Sal, Portugal, 2010
- Centro de investigación y desarrollo, Açores, Portugal, 2010
- Casa na Areia, Comporta, Portugal, 2010
- Casa en Lagoa das Furnas, Lagoa das Furnas, Portugal, 2010
- Cabanas no rio, Comporta, Portugal, 2013

## Reconocimientos
- Finalista premios FAD de Arquitectura e Interiorismo, 2000
- 1.er Premio Architécti/Arkial Awards, 2000
- 1.er Premio FAD de Arquitectura e Interiorismo, 2001
- 1.er Premio Luigi Cosenga Awards, 2001
- 1.er Premio II Bienal Iberoarmericana de Arquitectura, 2001
- 1.er Premio Valmor Prize, 2002
- 1.er Premio RS04 Residencia Singular, 2004
- Mención especial del jurado Premios FAD de Arquitectura e Interiorismo, 2008
- 1.er Premio FAD de Arquitectura e Intervenciones Efímeras, 2010
- Premio Pessoa, 2017 (concedido a Manuel Aires Mateus)[5]

## Publicaciones
- 2G: International Architecture Review Series, nº28 Aires Mateus, 2004, ISBN 978-8425219450
- El Croquis, nº154 Aires Mateus, 2011 ISBN 978-84-88386-63-2
- Aires Mateus. Arquitectura 2003- 2020. TC Cuadernos 145